# Brunswick Pro Bowling
Brunswick Pro Bowling est un jeu vidéo de bowling développé par Point of View, Inc. (en).

## Accueil
- IGN : 4/10 (PS3)[1]